# Старий Любель
Старий Любель (пол. Stary Lubiel) — село в Польщі, у гміні Жонсьник Вишковського повіту Мазовецького воєводства.
Населення — 125 осіб (2011).
У 1975-1998 роках село належало до Остроленцького воєводства.

## Демографія
Демографічна структура станом на 31 березня 2011 року:
|          | Загалом | Допрацездатний вік | Працездатний вік | Постпрацездатний вік |
| -------- | ------- | ------------------ | ---------------- | -------------------- |
| Чоловіки | 53      | 13                 | 38               | 2                    |
| Жінки    | 72      | 22                 | 36               | 14                   |
| Разом    | 125     | 35                 | 74               | 16                   |